# Hagerman (Idaho)
Hagerman és una població dels Estats Units a l'estat d'Idaho. Segons el cens del 2000 tenia 656 habitants.

## Demografia
Segons el cens del 2000, Hagerman tenia 656 habitants, 277 habitatges, i 178 famílies. La densitat de població era de 767,5 habitants/km².
Dels 277 habitatges en un 23,8% hi vivien nens de menys de 18 anys, en un 50,9% hi vivien parelles casades, en un 9% dones solteres, i en un 35,7% no eren unitats familiars. En el 29,6% dels habitatges hi vivien persones soles el 15,9% de les quals corresponia a persones de 65 anys o més que vivien soles. El nombre mitjà de persones vivint en cada habitatge era de 2,37 i el nombre mitjà de persones que vivien en cada família era de 2,93.
Per edats la població es repartia de la següent manera: un 23,9% tenia menys de 18 anys, un 7,3% entre 18 i 24, un 22,1% entre 25 i 44, un 23% de 45 a 60 i un 23,6% 65 anys o més.
L'edat mediana era de 42 anys. Per cada 100 dones de 18 o més anys hi havia 87,6 homes.
La renda mediana per habitatge era de 25.455 $ i la renda mediana per família de 29.886 $. Els homes tenien una renda mediana de 23.750 $ mentre que les dones 20.938 $. La renda per capita de la població era de 13.182 $. Aproximadament el 17,1% de les famílies i el 14,4% de la població estaven per davall del llindar de pobresa.

## Poblacions més properes
El següent diagrama mostra les poblacions més properes.